# Pedro Nel Gil
Pedro Nel Gil Gallego (Donmatías, Antioquia; 21 de octubre de 1927-Miami, 31 de marzo de 2021), apodado como "El Tigre de Amalfi", fue uno de los pioneros del ciclismo colombiano, considerado por los expertos antioqueños de la época como el fundador del ciclismo en su departamento.
Gil terminó tercero en las primeras 2 ediciones de la Vuelta a Colombia en 1951 y 1952. Luego de su primera participación a su regreso a Medellín, la ciudad les brindó una gran recepción tanto a Gil, como a su compañero de equipo, Roberto Cano por su destacado desempeño en la Vuelta.

## Palmarés
1951
- 3.º en la Vuelta a Colombia.

1952
- 3.º en la Vuelta a Colombia.